# Peso Pluma (cantante)
Hassan Emilio Kabande Laija (Zapopan, Jalisco; 15 de junio de 1999), conocido como Peso Pluma, es un cantante y compositor mexicano. Se especializa en los géneros de corridos tumbados, reguetón y trap latino.
Su fama internacional comenzó en 2022, después de colaborar con cantantes como Luis R. Conriquez, Natanael Cano y Eslabón Armado. Su estilo musical se caracteriza por un toque acústico con influencias de la música urbana como el trap mezclados con el sonido de los corridos. Su álbum de estudio debut Ah y qué? fue lanzado en 2020 y el segundo Efectos secundarios se publicó en 2021. Algunos de sus éxitos son «El Belicón», «Siempre pendientes», «PRC», «Por las noches», «AMG», «Ella baila sola», «La bebé (Remix)», «Qlona» y «Lady Gaga». Debido a su fama ha logrado colaborar también con artistas como Nicki Nicole, Eladio Carrión, Bizarrap y Karol G.
En marzo de 2023, el cantante se posicionó como el artista más escuchado de Spotify en México. En abril su canción «Ella baila sola» alcanzó el puesto número 4 en la lista Billboard Hot 100, siendo la posición más alta para cualquier artista mexicano en los Estados Unidos. Y en julio, se convirtió en el mexicano con más entradas a dicha lista —con veinte canciones en total—. Su tercer álbum de estudio, Génesis (2023), debutó en la posición número 3 de la Billboard 200, siendo la posición más alta alcanzada por un álbum de dicho género y por un artista mexicano en la historia.

## Primeros años
Hassan Emilio Kabande Laija nació el 15 de junio de 1999 en el municipio de Zapopan, Jalisco, México. Su familia materna es de Badiraguato, Sinaloa, y su familia paterna oriunda de Guadalajara de ascendencia libanesa. Al crecer en Guadalajara, comenzó a tocar la guitarra a los 15 años de edad viendo videos en YouTube. Hassan empezó a escribir canciones en un diario, admitiendo ser ridiculizado por ello por sus compañeros de escuela. Al describir su enfoque inicial en la composición de canciones, Hassan explicó cómo la escritura se convirtió en su terapia: «Ahí es donde escribía cómo me sentía, luego me di cuenta de que algunas cosas rimarían. Seguí practicando y mejoré con el tiempo».
Hassan asistió a la escuela secundaria en San Antonio, Texas, donde aprendió el idioma inglés entre la comunidad chicana de la zona, y fue ahí donde se percató de su potencial como músico. «Peso Pluma», su nombre artístico, lo derivó de una conversación que tuvo con el boxeador Marco Antonio Barrera. Barrera destacó la complexión delgada del músico, exhibiendo el rasgo físico de las personas que competían en la división de peso pluma.

## Carrera

### 2020-2022: inicios
Después de años comenzó a escribir música junto a su primo Roberto «Tito Double P» Laija y estrenó su primer álbum en vivo titulado Disco en vivo (En vivo) el 21 de febrero de 2020 a través del sello El Cartel de los Ángeles. Un mes después, el 20 de abril, publicó oficialmente su primer álbum de estudio Ah y qué? bajo el mismo sello discográfico, y lanzó en octubre su primer sencillo «Relajado voy» con el grupo Decreto Real. En julio del mismo año, lanzó su segundo álbum en vivo y tercer álbum en total Disco en vivo (En vivo), Vol. 2. 
El 19 de marzo de 2021 estrenó su cuarto álbum y segundo álbum de estudio Efectos secundarios, del cual lanzó tres sencillos, «Mil historias», «Con dinero baila el perro» y «Lo que me das». El 11 de junio, publicó la canción «Por las noches», canción que le daría meses después su primera entrada en solitario —la segunda en total— a la lista Billboard Hot 100, y un mes después, lanzó «Todo es playa» el último sencillo con ese sello discográfico antes de formar parte de Prajin Records.

### 2022: reconocimiento nacional
El 25 de noviembre se dio a conocer su nuevo sencillo «Spiral», canción que se incluyó en su primer EP Sembrando lanzado el 20 de abril de 2022. Del EP también se desprendió un segundo sencillo homónimo a este. Su primer éxito musical lo obtuvo con la canción «El belicón» junto al cantante Raúl Vega, ya que logró vender 480 mil copias en Estados Unidos y se certificó como 8 veces Platino (Latin) siendo su canción más vendida y mayor certificada en ese país. El 13 de mayo, participó en la canción «Sentosa» junto a Tornillo y Polo Gonzáles, canción que se lanzó para el videojuego Garena Free Fire.
El 15 de agosto, estrenó «Siempre pendientes» con Luis R. Conriquez, canción que rápidamente comenzó a tomar mucha popularidad en la plataforma de streaming Spotify, con este éxito, distintos medios lo consolidaron como una nueva imagen dentro del género regional. La promoción del sencillo estuvo acompañada de polémicas, ya que fue catalogada como una canción que hacía apología al delito porque la letra de la canción hace mención a las iniciales del narcotraficante Joaquín "El Chapo" Guzmán Loera, por lo que su video oficial fue retirado de la plataforma audiovisual YouTube días después de su estreno, pero este fue subido de vuelta meses después. El 21 de octubre, Luis R Conriquez estrenó el sencillo «El gavilán» en colaboración de Laija y Tony Aguirre, que al igual que su sencillo anterior, comenzó a tomar popularidad acumulando más de 200,000,000 de reproducciones, actualmente se posiciona en el top 49 del "El Top 50 de México" de la plataforma de streaming Spotify.
El 8 de noviembre, colaboró con Jaziel Avilez y Codiciado en el sencillo «Ando Enfocado», el cual debutó en el puesto 50 de la lista Hot Latin Songs Billboard el 8 de julio del 2023. El 24 de noviembre, Natanael Cano en colaboración de Laija y Gabito Ballesteros, público el sencillo «AMG». El 9 de diciembre, en colaboración de Alemán, en el sencillo «Delivery», acumulando más de 50,000,000 de reproducciones en la plataforma streaming Spotify.

### 2023: éxito internacional yGénesis
El 23 de enero de 2023, público su sencillo «PRC», en colaboración de Natanael Cano, sencillo con el cual se daría a conocer internacionalmente, logrando posicionarse en el top 9 de Billboard Hot 100, y acumulando más de 400,000,000 de reproducciones en la plataforma de streaming Spotify. Logrando también ser invitado por Marshmello en el Festival EDC 2023 en México, para interpretar dicho sencillo, de igual forma, fue invitado Jesús Ortiz Paz de Fuerza Regida, al que cantaron la canción «Igualito a mi apá», canción que es interpretada por ambos artistas.
Peso Pluma tuvo su primera entrada a la lista Hot 100 de Billboard el 4 de febrero de 2023, con la canción «AMG» junto a Natanael Cano y Gabito Ballesteros, debutando en el número 92 de la lista. El 10 de febrero, Junior H en colaboración de Laija, publicaron el sencillo «El Azul», sencillo con el cual el puesto top 6 en Billboard Hot 100. El 27 de febrero del mismo año se hizo público el remix de «Por las noches» en compañía de la cantante urbana argentina Nicki Nicole, lo que semanas después provocó que la versión en solitario de Peso Pluma le diera su primer éxito en solitario en Estados Unidos, al ingresar la canción al Hot 100 en el puesto número 92.
Una colaboración con el productor colombiano Ovy on the Drums titulada «El hechizo», fue lanzada el 9 de marzo con excelentes críticas, junto con un video musical dirigido por Cristian Aguilar. Un concierto que Pluma realizaría en León, Guanajuato el 11 de marzo, fue pospuesto hasta el 30 del mismo mes después de que los organizadores de su concierto tuvieran problemas con la logística y el permiso local. El percance generó rumores de un posible control por las autoridades de la entidad, debido al considerado activismo del cantante en la narcocultura, y su inmenso atractivo entre los adolescentes de esa ciudad que vivían en situación de pobreza; pues todo el estado se encontraba registrado altos índices de violencia y delincuencia.
«Ella baila sola», una canción interpretada por Pluma con el grupo estadounidense Eslabon Armado como el sencillo principal de su sexto álbum de estudio Desvelado, se lanzó oficialmente en streaming el 16 de marzo, esto después de su estreno inicial en TikTok. Escrita por el vocalista principal del grupo, Pedro Tovar, como un tumbado sobre amigos que ven a una chica hermosa bailando, Tovar le mostró la canción a Pluma en un aeropuerto a través de una llamada telefónica. El 17 de marzo, Pluma participó en un remix para el sencillo de reggaeton latino «La bebé» (2021) de Yng Lvcas, comentando que quería un cambio sonoro de sus lanzamientos anteriores. Con el objetivo de colaborar con un compañero artista mexicano, Lvcas grabó la canción con el cantante en Querétaro, lanzando su video musical el 22 de marzo. El día 30 del mismo mes, colaboró con la cantante urbana estadounidense Becky G para grabar la canción «Chanel».
El 4 de abril estrenó la canción «Las morras» junto al cantante colombiano de música urbana Blessd. Durante la semana del 15 de abril, Peso Pluma posicionó cinco canciones en el Billboard Hot 100 de Estados Unidos, superando a Paulina Rubio como el artista mexicano con más entradas a dicha lista, su canción «Ella baila sola» alcanzó el puesto 4, logrando la posición más alta para una canción del género regional mexicano en Estados Unidos, y la posición más alta por cualquier artista mexicano. Con esa canción logró llegar el top 1 de la lista de Spotify, Global 200, y se le nombró como el primer mexicano que sobrepasó los 30 millones de oyentes mensuales en esa plataforma. En asociación con Prajin, Pluma lanzó su propio sello discográfico independiente llamado Double P Records el 20 de abril, firmando a los artistas Tito, Vega y Jasiel Nuñez en su anuncio público. Con el objetivo de impulsar las carreras de sus signatarios dentro y fuera de México, destacó que el objetivo de su sello se basaba en «hacer unión, ser agradecido y ser humilde». Sirviendo como su director ejecutivo y jefe de A&R, el cantante lanzó la canción «Rosa pastel» con Nuñez como su primer sencillo bajo la discográfica para marcar su fundación. En YouTube se publicó un video musical dirigido por John Rodríguez y protagonizado por el dúo de cantantes deambulando por Ámsterdam, y Países Bajos, mientras intercambian versos sobre sus raíces e influencias. En los Premios Latin American Music 2023 realizados en Las Vegas, Nevada, Pluma se unió a Becky G en el escenario para cantar «Chanel», marcando su primera presentación televisada en Estados Unidos.
En la lista semanal de Spotify Global del 20 de abril, el cantante se convirtió en el primer mexicano en alcanzar el puesto número uno de popularidad con «Ella baila sola». De acuerdo a Billboard, el 24 de abril «Ella baila sola» subió 10-5 en la lista Hot 100, eclipsando su récord anterior y emergiendo como el primer éxito del regional mexicano entre los cinco primeros en la historia de la lista. «Chanel» e «Igualito a mi apá» debutaron en los números 88 y 90 respectivamente, aumentando su récord a ocho entradas simultáneas en el Hot 100 en una sola semana. Durante el lapso de tiempo, «Ella baila sola» también subió al número uno en el Global 200, la primera canción mexicana líder en la lista. Para promocionar la canción, el 29 de abril Pluma fue invitada a presentarse en el programa The Tonight Show Starring Jimmy Fallon, siendo esta la primera presentación de música regional mexicana en la emisión. El evento fue recibido con respuestas polarizadoras; Mientras que los fanáticos y el público mexicano elogiaron el raro logro como la representación de la música regional mexicana en un ámbito más amplio, los críticos cuestionaron la ausencia de Eslabón Armado en la monumental hazaña y la posible romantización de la narcocultura. El activista Bryan LeBarón criticó la invitación y declaró: «Debería ser una señal de advertencia de que este tipo de música está en los primeros lugares del mundo; habla de una cultura del crimen arraigada en la gente que incluso se considera aspiracional». Tovar despotricó en las redes sociales por no haber recibido una invitación del programa y la falta de crédito de Pluma al aire, afirmando que «la canción era 100 por ciento suya». En respuesta, Pluma se pronunció sobre el conflicto mientras se presentaba en el Centro de Convenciones de San José, California, y exclamó: «Les voy a decir una cosa, yo y mi compa Pedro y mis compas de Eslabón hablamos. El chisme siempre estará ahí, pero dale crédito donde se debe, y ese es Pedro quien escribió la canción. Un saludo a todos los que lo hicieron posible, y [para que] siga batiendo récords, viejo». El 1 de mayo, «Ella baila sola» alcanzó el puesto número 4 en el Hot 100. «AMG» se convirtió en 7×Platino con 420,000 unidades rastreadas por la RIAA, mientras que «El Azul» recibió el estado 2×Platino.
El 5 de mayo, el rapero puertorriqueño Eladio Carrión colaboró con Pluma para producir la canción «77». Esa pista habla acerca de vivir una vida lujosa a base de esfuerzo y trabajo, y el video musical de la misma, lanzado el día 9, fue dirigido por José Ovi Jiménez. El 26 de mayo, Pluma lanzó el sencillo «Bye» junto a un video musical dirigido por Edgar Nito. El 31 de mayo, el productor argentino Bizarrap, en colaboración de Laija, público el sencillo «Peso Pluma: Bzrp Music Sessions, Vol. 55», el cual llegó en el puesto top 1 de Hot Latin Songs.
El 8 de junio, El Alfa en colaboración de Laija, publicó el sencillo «Plebada». El 20 de junio, el sencillo debutó en el puesto 68 de Billboard Hot 100. El 22 de junio, público su tercer álbum de estudio Génesis. El 1 de julio, debutó por primera vez en listas musicales alcanzando el puesto 10 en Regional Mexican Albums a menos de una semana de su lanzamiento. Además ha colaborado con distintas plataformas, como con Netflix Latinoamérica, en donde en octubre participó en su anuncio de Halloween, apareciendo disfrazado del personaje de Stranger Things, Mike Wheeler, con quién había sido comparado previamente por su parecido.

## Influencias y controversias
El cantante recordó: «Siempre escuché reggaetón, hip-hop, pero me di cuenta de que mi voz estaba hecha para cantar corridos porque los escuchaba tocar en familia todo el tiempo. Mi voz brillaba diferente allí que en cualquier otro género».
Pluma consideró a los fallecidos jóvenes cantantes mexicanos Ariel Camacho y Valentín Elizalde como sus principales influencias para encontrar su propio sonido musical, interpretando sus canciones a una edad temprana. Un ávido oyente de música hip-hop, enlistó al rapero canadiense Drake como su artista favorito, y lo citó como un reflejo de crecer al otro lado de las fronteras. También se ha referido a The Weeknd, 21 Savage, Post Malone, Suicideboys y Shoreline Mafia como influencias musicales.
En 2022, bajo una entrevista con el medio Soy Grupero, el cantante confirmó que ha hecho «corridos por encargo», es decir, narcocorridos, por lo que escribió y cantó canciones sobre narcotraficantes de México. Esto le llevó a tener problemas en los años siguientes, sin embargo el cantante explicó que «el mundo de los corridos tumbados es así». Las referencias a los «narcocorridos» estuvieron incluidas en sencillos que participó Pluma como «Siempre pendientes» (donde hace referencia a Joaquín Guzmán Loera) o «El belicon» (donde relatan la captura y liberación de Ovidio Guzmán López). A principios de 2024, Pluma canceló su show en el Festival de Viña del Mar por la oposición del público y gobierno chileno a sus letras con estas referencias, descriptas como «narcocultura».
Tras convertirse en el artista más escuchado en México, varios medios de comunicación compararon el éxito del cantante con el del artista puertorriqueño Bad Bunny. A pesar de esto, Pluma ha reconocido repetidamente a Bunny como una inspiración musical, conversando en privado con el rapero mientras esperaba el set de Rosalía durante Coachella 2023: «Realmente solo hay cosas buenas que decir sobre él, y tengo mucha admiración y respeto para él». Bunny publicó en sus historias de Instagram un video donde él y Kendall Jenner cantaban juntos la canción «AMG», desacreditando oficialmente el conflicto rumoreado públicamente.

## Vida personal
En 2023, Peso Pluma adquirió un departamento de 174m² a un costo de $14,400,000 pesos mexicanos (USD $800,000) en la zona de Andares de Puerta de Hierro, Zapopan, el cual estableció como su residencia oficial. Mantuvo una relación con la cantante argentina Nicki Nicole desde 2023 hasta 2024. Además, es primo del también cantante Tito Double P. 

## Giras
- Doble P Tour (2023)[117]